# Affinity Publisher
Chronologie des versions
1.10.8
 (novembre 2020).
Si vous disposez d'ouvrages ou d'articles de référence ou si vous connaissez des sites web de qualité traitant du thème abordé ici, merci de compléter l'article en donnant les références utiles à sa vérifiabilité et en les liant à la section « Notes et références ».
Affinity Publisher est une application de publication assistée par ordinateur développée par Serif Europe disponible pour Apple macOS, Microsoft Windows iPadOS. Elle fait partie de la gamme de produits destinés à la production graphique professionnelle comprenant également Affinity Photo et Affinity Designer.

## Aperçu
Affinity Publisher est le successeur du logiciel PagePlus propre à Serif, que la société a abandonné en août 2017 pour se concentrer sur la gamme de produits Affinity Il a été décrit comme un solution de remplacement d’Adobe InDesign,, en raison de son orientation principale sur les flux de travail de publication assistée par ordinateur pour les médias imprimés et en ligne, y compris les caractéristiques communes de ce secteur, telles que les pages maîtresses, la prise en charge de OpenType, les cadres de texte liés et la prise en charge de bout en bout du modèle de couleurs CMJN.
Affinity Publisher inclut la technologie StudioLink, développée par Serif, qui permet aux propriétaires d'Affinity Designer et d'Affinity Photo d'utiliser les fonctionnalités d'édition graphique vectorielle et raster de ces applications pour éditer du contenu directement dans Affinity Publisher, (en plus de son propre ensemble, plus restreint, de fonctionnalités d'édition vectorielle et matricielle natives).
Le 26 mars 2024, le président d’Affinity, Ashley Hewson, annonce par courriel le rapprochement entre Affinity et Canva par le rachat du premier par le second. Un communiqué de presse détaillant la collaboration future est publié le lendemain. 

### Prise en charge des formats de fichiers
Les formats de fichiers pris en charge par Affinity Publisher (en plus du format de fichier natif de la suite Affinity) comprennent Adobe InDesign Markup Language (uniquement importation de fichiers IDML dans Publisher, pas d'exportation d'IDML), Adobe Photoshop PSD, PDF, JPG, TIFF, PNG, et EPS, avec des fonctionnalités d'exportation pour le PDF/X-1a, PDF/X-3, PDF/X-4 du format de fichier PDF/X.
Les éditions iPadOS d'Affinity Photo et Designer incluent également la prise en charge des fichiers Affinity Publisher.